# 岡田一樹
岡田 一樹（おかだ かずき、1965年（昭和40年）4月25日 - ）は、日本の政治家。大阪府藤井寺市長（2期）。

## 来歴
大阪府藤井寺市出身。藤井寺市立藤井寺小学校、藤井寺市立藤井寺中学校、清風高等学校、龍谷大学経営学部卒業。
1989年（平成元年）4月、マイカルに就職。1996年（平成8年）5月、岡田園茶舗代表となる。藤井寺駅周辺まちづくり協議会会長として地域活性化に取り組む。2018年（平成30年）12月、岡田園茶舗の経営から退く。
2019年（平成31年）1月22日、任期満了に伴う藤井寺市長選挙に立候補する意向を表明した。同年4月21日に行われた市長選で、副市長の松浦信孝、元市職員の北本義和らを破り初当選した。5月17日、市長就任。
※当日有権者数：53,524人 最終投票率：51.87%（前回比：－0.15pts）
| 候補者名 | 年齢 | 所属党派 | 新旧別 | 得票数   | 得票率 | 推薦・支持 |
| -------- | ---- | -------- | ------ | -------- | ------ | ---------- |
| 岡田一樹 | 53   | 無所属   | 新     | 13,793票 | 52.01% |            |
| 松浦信孝 | 64   | 無所属   | 新     | 6,975票  | 26.30% |            |
| 北本義和 | 64   | 無所属   | 新     | 5,750票  | 21.68% |            |

　
2023年（令和5年）4月23日、任期満了に伴う藤井寺市長選挙（統一地方選挙2023）では無所属で新人の堀川国彦を大差で破り当選し2期目を務める。
※当日有権者数：52,550人 最終投票率：44.17%（前回比：－7.7pts）
| 候補者名 | 年齢 | 所属党派 | 新旧別 | 得票数   | 得票率 | 推薦・支持 |
| -------- | ---- | -------- | ------ | -------- | ------ | ---------- |
| 岡田一樹 | 57   | 無所属   | 現     | 19,182票 | 87.6%  |            |
| 堀川国彦 | 75   | 無所属   | 新     | 2,717票  | 12.4%  |            |